# Traian Ionescu
Traian Ionescu nach einigen Quellen auch Trăian Ionescu (* 17. Juli 1923 in Văleni; † 4. Oktober 2006 in Bukarest) war ein rumänischer Fußballtorhüter und -trainer.  Als Trainer wurde er einer der wichtigsten Mitbegründer jener Mannschaft von Dinamo Bukarest, die in der ersten Hälfte der 1960er Jahre den rumänischen Fußball dominierte und vier Mal in Folge Rumänische Meisterschaft wurde. Während seiner Türkei-Phase holte er mit Fenerbahçe Istanbul in der Saison 1969/70 die türkische Meisterschaft.

## Spielerkarriere

### Verein
Ionescu erlernte das Fußballspielen in der Nachwuchsabteilung von TC Târgovişte und wechselte mit 16 Jahren zu Sporting Club Piteşti. Bei diesem Verein verweilte er zwei Spielzeiten lang und spielte anschließend für die Vereine Vulturii Lugoj und Sportul Muncitoresc Găvana.
Mit seinem Wechsel im Jahr 1946 zu Juventus Bukarest begann Ionescus Karriere sich schnell zu entwickeln. Während dieser Zeit stieg Ionescu zum Nationaltorhüter auf. Nach diesen Entwicklungen wurde er zur Saison 1949/50 von CSCA Bukarest verpflichtet, dem späteren in Steaua Bukarest umbenannten Verein. Bereits im Dezember 1949 gewann er mit diesem Verein den Cupa României und holte damit seinen ersten Titel auf Vereinsebene. Mit diesen Verein, der sich 1950 in CCA Bukarest, umbenannte gelang in der nächsten Saison die Titelverteidigung im rumänischen Pokal. Zudem erreichte Ionescus Verein auch in der Erstligasaison 1951 die erste rumänische Meisterschaft der Vereinsgeschichte.
1951 verließ Ionescu CCA und heuerte stattdessen beim Ligarivalen und -neuling CA Câmpulung Moldovenesc. Für diesen Verein spielte er eine Saison und beendete anschließend seine Karriere.

### Nationalmannschaft
Ionescu gab am 20. Juni 1948 im Testspiel gegen die bulgarische Nationalmannschaft sein Länderspieldebüt für die rumänische Nationalmannschaft. Bis zum Sommer 1949 absolvierte Ionescu vier weitere Länderspiele und wurde anschließend nicht mehr nominiert.

## Trainerkarriere

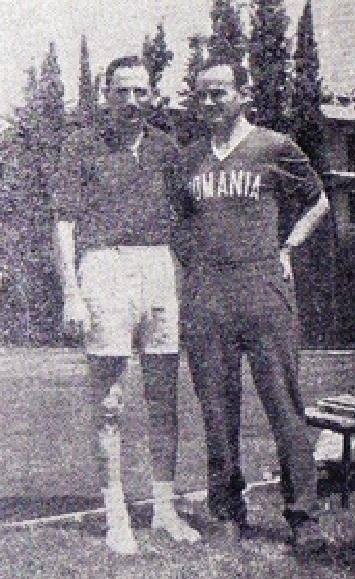
Ionescu (rechts) und Silvio Piola (links) im Trainingszentrum Coverciano (1965)

Ionescu begann seine Trainerkarriere 1952, indem er bei seinem früheren Verein CCA Bukarest als Co-Trainer zu arbeiten begann. Diesen Verein verließ er noch im gleichen Jahr und begann ab 1954 für die Dauer von drei Jahren Petrolul Ploiești zu betreuen.
Zur Saison 1959/60 wurde er bei Dinamo Bukarest als neuer Cheftrainer eingestellt. Bei diesem Verein wurde er der wichtigste Mitbegründer jener Mannschaft, die den rumänischen Fußball ein halbes Jahrzehnt lang dominierte und vier Mal in Folge rumänische Meisterschaft holen konnte. Zudem wurde in der Saison 1963/64 der Rumänische Pokal geholt und damit zum ersten Mal in der Vereinsgeschichte das rumänische Double gewonnen. Ionescu war mit kleineren Unterbrechungen bis ins Jahr 1968 für Dinamo aktiv und an allen vier Meisterschaften als Cheftrainer beteiligt. Während dieser Zeit bei Dinamo sorgte er auch für die Entdeckung, Förderung bzw. Weiterentwicklung solcher spätere Koryphäen des rumänischen Fußballs wie Mircea Lucescu, Cornel Dinu, Florea Dumitrache, Ion Pârcălab, Radu Nunweiller und Constantin Frățilă.
Ende April 1969 verließ er Dinamo endgültig und nahm das Angebot des amtierenden türkischen Meisters Fenerbahçe Istanbul an. Der Transfer kam auch dadurch zustande, dass Ionescus ehemaliger Spieler Ion Nunweiller, der im Sommer 1968 zu Fenerbahçe gewechselt war, nach der Entlassung des Fenerbahçe-Meistertrainers Ignác Molnár, Ionescu als Molnárs Nachfolger ins Gespräch brachte und vermittelte. Fenerbahçe verpflichtete dabei Ionescu vorläufig nur bis zum Saisonende. Obwohl er in den verbliebenen Spieltagen der Saison keine positive Bilanz mit Fenerbahçe aufweisen konnte, überzeugte er durch seine Arbeitsweise sowohl die Spieler als auch den Großteil der Vereinsfunktionäre. Nachdem die Bemühungen des Vereinspräsidenten Faruk Ilgaz einen englischen Cheftrainer zu engagieren scheiterten bzw. sich in die Länge zogen, stimmte auch er für einen Verbleib von Ionescu ein. Ionescu konnte mit seiner Mannschaft im vorsaisonalen TSYD-Istanbul-Turnier als Sieger hervorgehen und so den ersten Titel der Saison holen. In der Liga setzte er sich schnell mit seiner Mannschaft an der Tabellenspitze fest und behielt diese souverän bis zum Saisonende. Seine Mannschaft beendete die Saison 1969/70 in der damals gültigen Zwei-Punkte-Regel souverän mit einem Sieben-Punkte-Vorsprung auf den Zweitplatzierten Eskişehirspor und sicherte sich die sechste türkischen Meisterschaft der Vereinsgeschichte. Ionescu erklärte seinem Verein bereits vor Saisonende und dem Erreichen der Meisterschaft, dass er am Saisonende in jedem Fall Fenerbahçe verlassen werde. Nach diesen Entwicklungen gelang es zwar Fenerbahçe Ionescu für einen Verbleib umzustimmen, jedoch weigerte sich der Rumänische Fußballverband Ionescu die notwendige Freigabe zu erteilen. So verließ Ionescu Ende Juni 1970 Fenerbahçe.
Nach seinem Abschied aus der Türkei übernahm Ionescu zum zweiten Mal Dinamo Bukarest. Diesen Verein verließ er bereits nach einer Spielzeit. Die nachfolgenden Jahre trainierte er diverse rumänische Vereine, blieb aber mit allen Vereinen titellos. 1983 trainierte er kurze Zeit die  Marokkanische U-20-Nationalmannschaft. Als letzte dokumentierte Trainertätigkeit betreute er in der Saison 1984/85 FC Olt Scornicești.

## Erfolge

### Als Spieler
Mit CSCA Bukarest bzw. CCA Bukarest
- Rumänischer Meister: 1951
- Rumänischer Pokalsieger: 1948/49, 1950

### Als Trainer
Mit Dinamo Bukarest
- Rumänischer Meister: 1961/62, 1962/63, 1963/64, 1964/65
- Rumänischer Pokalsieger: 1963/64, 1967/68

Mit Fenerbahçe Istanbul
- Türkischer Meister: 1969/70
- TSYD-Istanbul-Pokalsieger: 1969/70